# 岩田明美
岩田 明美（いわた あけみ、1954年1月19日 - ）は、日本の元女子サッカー選手。元サッカー日本女子代表。

## 来歴
FCジンナンでプレー。FCジンナン在籍時の1981年に1981 AFC女子選手権のために初めてサッカー日本女子代表が編成された際に代表に選出された。6月11日、この大会の2戦目、タイ代表との試合で日本代表デビュー、この大会で2試合に出場した。その後、9月9日のポートピア'81国際女子サッカーのイタリア戦にも出場した。イタリア戦では0-9で敗れ、この試合は日本代表史上最大の点差での敗戦となった。日本代表には通算で3試合に出場した。

## 代表歴
- 1981年6月11日 - A代表初出場 - タイ戦

### 出場大会など
- 1981 AFC女子選手権

### 試合数
- 国際Aマッチ 3試合（1981）

| 日本代表 | 国際Aマッチ | 国際Aマッチ |
| 年       | 出場        | 得点        |
| -------- | ----------- | ----------- |
| 1981     | 3           | 0           |
| 通算     | 3           | 0           |

### 出場
| # | 開催日         | 開催地 | 会場                 | 相手         | 結果 | 監督     | 大会          |
| - | -------------- | ------ | -------------------- | ------------ | ---- | -------- | ------------- |
| 1 | 1981年06月11日 | 香港   |                      | タイ         | ●0-2 | 市原聖曠 | アジア選手権  |
| 2 | 1981年06月13日 | 香港   |                      | インドネシア | ○1-0 | 市原聖曠 | アジア選手権  |
| 3 | 1981年09月09日 | 東京都 | 国立西が丘サッカー場 | イタリア     | ●0-9 | 市原聖曠 | ポートピア'81 |